# Італійське космічне агентство

Логотип ASI

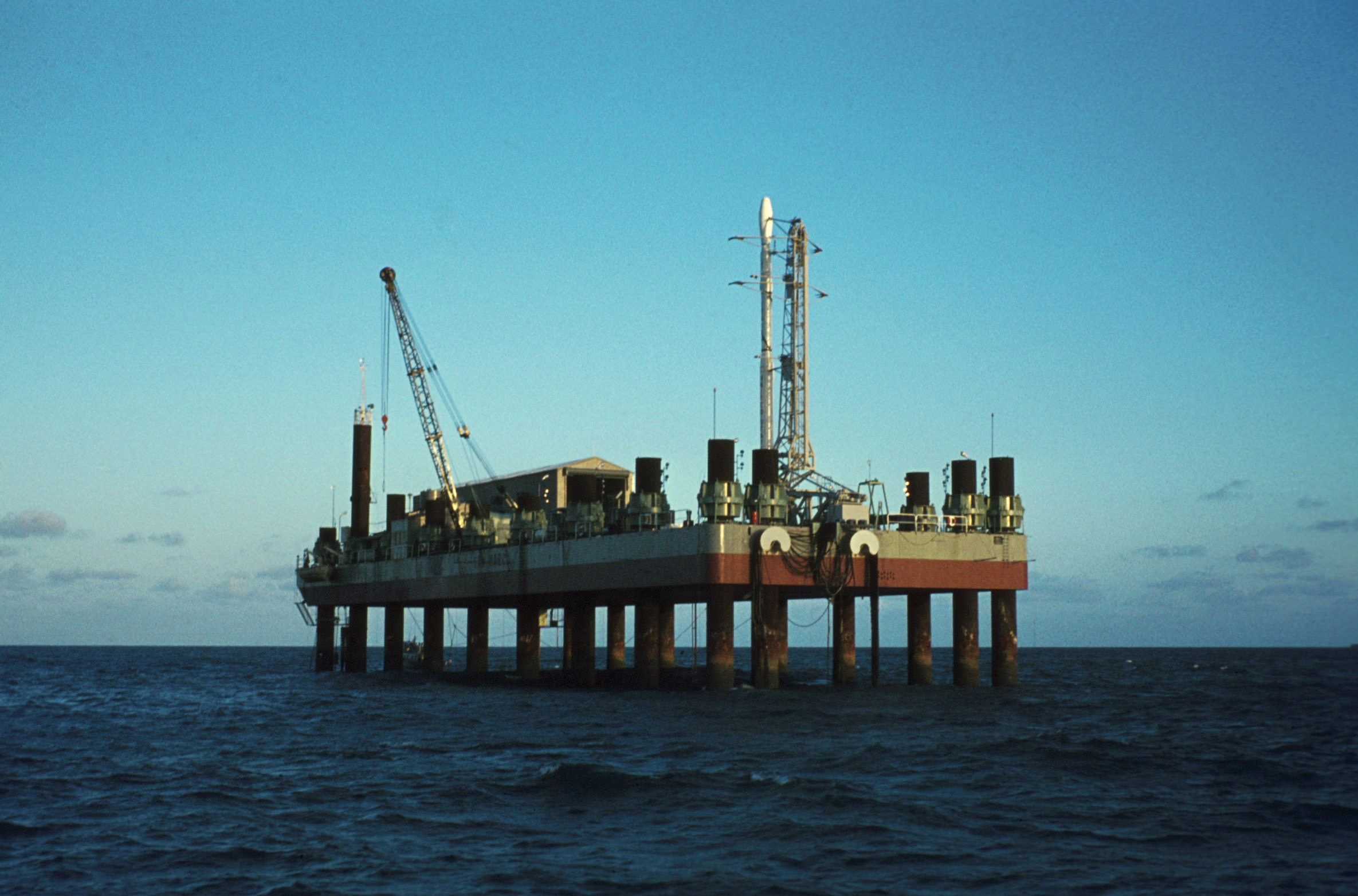
Платформа космодрома Сан-Марко в 1974

Італійське космічне агентство (ASI: італ. Agenzia Spaziale Italiana) засновано в 1988 з метою розвитку, координації та реалізації космічних проектів Італії. Засновано при Міністерстві університетів і науково-технічних досліджень Італії, представляє інтереси країни в Європейському космічному агентстві (ЄКА).
Штаб-квартира агентства знаходиться в Римі. Також маються два оперативних центри в Матера і Трапані. В структуру агентства входить космодром Сан-Марко, розташований в територіальних водах Кенії, який тепер не експлуатується. Річний бюджет ASI становить близько €1 млрд.
Італійське космічне агентство і його основний субпідрядник, італійська компанія «Alenia Aeronautica» (колишня «Alenia Spazio», «Alenia Space»), створили або брали участь у створенні ряду супутників, міжпланетних станцій, легкої ракети-носія Вега і мають унікальний в Європі досвід виготовлення за замовленнями ЄКА і НАСА герметичних космічних модулів: шаттловскої станції-лабораторії Спейслеб, модулів Міжнародної космічної станції (МКС) «Коламбус», «Гармонія», «Спокій», «купол» і запускалися на шаттлах герметичні багатоцільові модулі постачання МКС (MPLM) «Леонардо» (потім Герметичний багатофункціональний модуль (PMM)), «Рафаель» і «Донателло».

## Діяльність
- Різні експерименти у співпраці з НАСА: (TSS-1, LAGEOS II, SAR X, UV-STAR, SRTM …).
- BeppoSAX, орбітальна  рентгенівська обсерваторія.
- Кассіні — Гюйгенс, перший штучний супутник Сатурна, спільно з НАСА та ЄКА.
- Марс-експрес, спільно з ЄКА.
- Mars Reconnaissance Orbiter, спільно з НАСА.
- Sicral 1/1B/2, супутники військового зв'язку.
- Swift, реєстрація і спостереження гамма-сплесків.
- AGILE, спостереження рентгенівського і гамма-випромінювання.
- COSMO-SkyMed, РСА — супутник.
- LARES,  геодезичний супутник, планований до висновку на новій РН Вега.
- Вега, легка ракета-носій ЕКА.
- Лабораторія Спейслеб, два герметичних модуля.
- Модулі МКС «Коламбус» для ЄКА і «Гармонія», «Спокій», «Купол» для НАСА.
- Багатоцільові модулі постачання МКС (MPLM) «Леонардо» (потім  Герметичний багатофункціональний модуль (PMM)), «Рафаель» і «Донателло».